# ドロモア城 (クレア県)
ドロモア城（ドロモアじょう、英語: Dromore Castle）は、アイルランドのクレア県にあるクルーシーン村とコロフィン村の間に位置するタワー・ハウス、およびアイルランド国定歴史記念物である。
今日において、この場所はドロモア・ウッズ自然保護区の一部としてアイルランド国立公園野生生物保護局によって管理されている。

## 位置
ドロモア城はルアン地区の西1.8キロメートル (1.1 mi)のドロモア湖の北部にある半島に位置する。ドロモアの自然保護区内にある。
ドロモア区画地はM18高速道路とクレア県の州都であるエニスの西部にあるクルーシーン村、およびコロフィン村の間にある。

## 歴史
ドロモア城は16世紀初頭に建設されたと考えられている。17世紀には、オブライエン王朝のティーゲ・オブライエン（Teige O'Brien）が城の修繕と拡張を行った。城とドロモアの土地は1579年にティーゲの父親である第3代トモンド伯爵のコナー・オブライエンに供与された。ティーゲの息子であるデルモット（Dermot）はアイルランド同盟戦争の頭領を務め、バリヤーラ城（エニス）の包囲攻撃にも加わった。ドロモア城におけるオブライエン王朝の当主はコナーであったが、オブライエン家は1689年に城を去っていった。この城は18世紀には荒廃状態になった。

## 説明

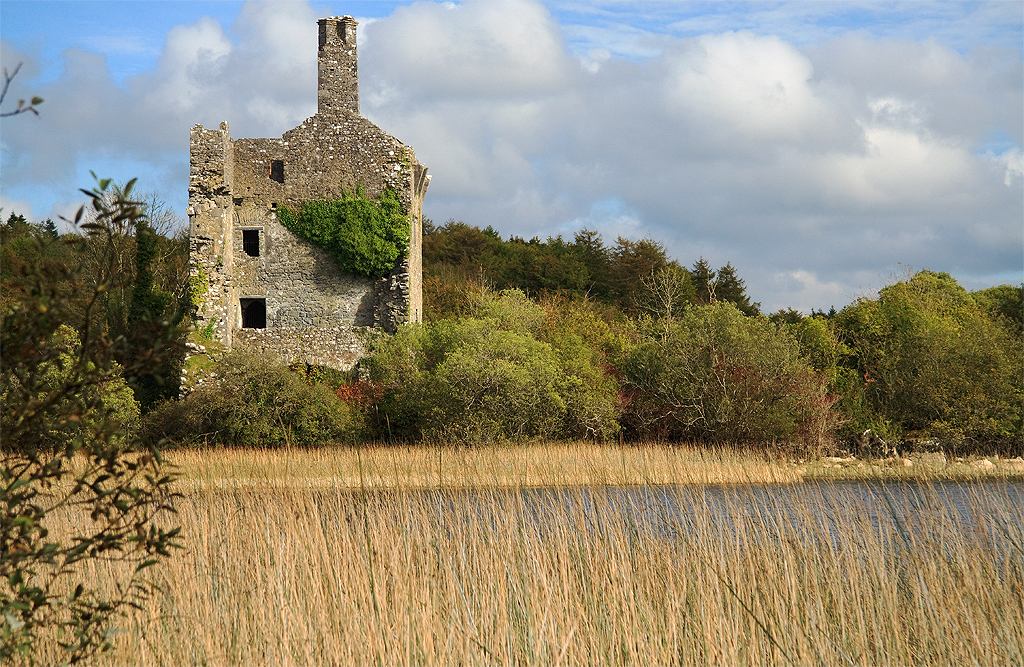
西側から見た城の光景

この城は1階にヴォールトがある4階建てとなっている。
正面玄関の右側には広い円形階段、左側には小規模の衛兵詰所、2階の左手にある応接室には石造りの暖炉がある。
2階と3階の間にある階段には円形の銃弾跡がある。
屋根には破風を囲む巡回路、かつて角の張り出し櫓を支えていた対の菱形をした送気管と受け材で飾られている高い長方形の煙突がある。
扉の碑文には「この城は第3代トモンド伯爵コナー・オブライエンの第2子であるティーゲとティーゲの妻であるスラニー・ブライエンによって建てられた（日付は判読不可）」（This castle was built by Teige, second sone to Connor, third Earle of Thomond and by Slany Brien wife to the said Teige Anno [date illegible]）とある。